# Rábasebes
Rábasebes [rába-šebeš] je obec v Maďarsku v župě Győr-Moson-Sopron, spadající pod okres Csorna. Nachází se u břehu řeky Drávy, naproti obci Kemenesszentpéter, asi 14 km jihovýchodně od Beledu, 22 km jižně od Csorny a asi 54 km jihozápadně od Győru. V roce 2015 zde žilo 54 obyvatel, Rábasebes je tak druhou nejméně obydlenou obcí okresu Csorna a třetí nejméně obydlenou obcí župy Győr-Moson-Sopron (po obcích Cakóháza a Csér). Dle údajů z roku 2011 tvoří 93,3 % obyvatelstva Maďaři a 6,7 % obyvatel se ke své národnosti nevyjádřilo.
Obec byla poprvé písemně zmíněna v roce 1263. Je známá především díky zámku Széchenyi-kastély. Nachází se zde také katolický kostel svatého Jana Nepomuckého (Nepomuki Szent János-templom). Obcí neprochází žádná větší silnice, pouze lokální silnice spojující Rábasebes s vedlejší silnicí 8425.

## Sousední obce
| Růžice kompasu |                   | Szil      |               | Růžice kompasu |
| Růžice kompasu | Vág               | Sever     | Szany         | Růžice kompasu |
| Růžice kompasu | Vág               | Rábasebes | Szany         | Růžice kompasu |
| Růžice kompasu | Vág               | Jih       | Szany         | Růžice kompasu |
| Růžice kompasu | Kemenesszentpéter |           | Egyházaskesző | Růžice kompasu |